# Daniel Carleton Gajdusek
Daniel Carleton Gajdusek (Yonkers, New York, 1923. szeptember 9. – Tromsø, 2008. december 12.) magyar–szlovák származású amerikai virológus, aki a kuru fertőző természetének felismeréséért 1976-ban (Baruch S. Blumberggel megosztva) megkapta a fiziológiai és orvostudományi Nobel-díjat. 1997-ben gyerekmolesztálásért elítélték; egyéves börtönbüntetésének letöltése után Európában élt haláláig.

## Tanulmányai és korai pályafutása
Apja, a szlovák nemzetiségű, hentes foglalkozású Karol Gajdusek még az első világháború előtt vándorolt ki Büdöskőről Amerikába. Anyja a magyar Dobróczky Ottília volt, aki már Amerikában született és kálvinista szülei Debrecenből származtak. Carletonnak volt egy másfél évvel fiatalabb öccse, Robert, aki a természettudományokat kedvelő bátyjával ellentétben inkább művészeti és zenei hajlamú volt. 1930-ban a család meglátogatta Csehszlovákiában apja kiterjedt családját. A gyerekek több hónapot töltöttek a faluban, míg szüleik körutat tettek több európai fővárosban.
Carletonra gyerekkorában nagy hatással volt anyai nagynénje, Irene, aki a yonkersi Boyce Thompson Növénykutató Intézetben dolgozott entomológusként. Ő ismertette meg vele a rovarokat, a betegségeiket és a csendes-óceáni szigetek ökológiáját. Középiskolásként nyaranta Carleton is végzett kutatásokat az intézetben. 1940-ben beiratkozott a New York államban lévő Rochesteri Egyetemre, ahol matematikát, biológiát, kémiát és fizikát tanult. Az alapképzés elvégzése után 1943-ban a Harvard Egyetem orvosi szakán folytatta tanulmányait. 
Diplomája 1946-os megszerzése után a New York-i Columbia Presbyterian Medical Centerben és Cincinnati gyerekkórházában volt rezidens; eközben egy orvosi küldöttséggel Németországba is kiutazott. Ezután egy egyéves kutatási ösztöndíjjal a California Institute of Technology neves kutatóival (Max Delbrück, Linus Pauling) dolgozott együtt. Ezután két évig a bostoni gyerekkórházban volt klinikai és kutatóorvos, majd újabb két évig John Enders munkatársa volt, aki akkor a poliovírus sejtkultúrában való tenyészthetőségét dolgozta ki.
1951-ben behívták katonai szolgálatra és a hadsereg egészségügyi főiskolájának Walter Reed Katonai Kutatóintézetébe osztották be, mint víruskutatót. Leszerelése után 1952-53-ban a teheráni Pasteur Intézetnek dolgozott. A veszettség, pestis, vérzéses láz elterjedését kutatta Afganisztánban, Törökországban és a Szovjetunió déli köztársaságaiban, valamint Szibériában.

## A kuru
1955-ben Ausztráliába költözött, ahol a Melbourne-i Walter és Eliza Hall Orvosi Kutatóintézet virológusaként próbált eddig ismeretlen vírusokat kimutatni májbeteg páciensekből. Ekkor történt, hogy egy új-guineai körzeti orvos (a Litvániából kivándorolt Vincent Zigas) elküldte az intézetbe egy különös neurológiai degenerációban, a kuruban meghalt beteg agyát és szérumát. Zigas úgy vélte, hogy a betegség fertőző lehet. 
1957-ben Gajdusek elutazott Port Moresbybe és a helyi törzseknél, a foréknál és az angáknál tanulmányozni kezdte a kuru ("nevetőkór") tüneteit, elterjedését. Különböző gyógymódokkal próbálkozott, de semmi sem vált be. Mintákat küldött az ausztrál és amerikai laboratóriumoknak, ahol nem találtak kórokozót, de feltűnt a betegség szövettani hasonlósága a Creutzfeldt-Jacobs betegséghez és a birkák surlókórjához. Gajdusek úgy vélte, hogy a kuru a kannibalizmus által terjed, akkor fertőződnek meg, amikor megeszik a halottak agyát. 
1958-ban kinevezték az amerikai National Institutes of Health újonnan létrehozott neurológiai és víruskutató laboratóriumának vezetőjévé. 1963-ban amerikai tartózkodása alkalmával csimpánzok agyát kente be a betegségben meghaltak agyszövetével és két év múlva az állatok a kuruhoz hasonló tünetek mellett elpusztultak. Gajdusek úgy vélte, hogy a kórt egy "lassú vírus" okozza, amely akár több évtizedig is lappanghat a szervezetben, amíg a fertőzés tünetei jelentkeznek. Mintegy 150 közleményt írt ebben a témában; emellett tanulmányozta az új-guineai törzsek néprajzát és számos műtárgyat szerzett az amerikai etnográfiai múzeumoknak. Az amerikai Stanley Prusiner később bebizonyította, hogy a betegséget nem vírus, hanem egy fehérje, prion okozza.
1976-ban a Nobel-díj Bizottság víruskutatóknak adta az orvostudományi díjat: a hepatitisz B-vírus felfedezője, Baruch Blumberg mellett Carleton Gajdusek kapta a legnagyobb tekintélyű tudományos kitüntetést. Gajdusek kihasználta a Nobel-díj adta hírnevet és – munkatársai szerint – a tudományos munka kárára egyre többet utazott, előadásokat tartott és annyi díszvacsorán vett részt, hogy kezdett elhízni. Önéletrajzában 1976 és 1996 között mintegy 130 különböző díjat, díszdoktori címet, emlékelőadást sorolt fel 27 különböző országból.

## A gyerekmolesztálási ügy
Gajdusek vélhetően az anga törzsnél találkozott azokkal a homoszexuális hagyományokkal, amelyben fiatalkorúak is részt vettek. 1963-ban magával vitt Amerikába egy tizenkét éves fiút, akinek fizette amerikai tartózkodását és oktatását. Ő volt az első tagja igencsak terjedelmes "családjának", amely aztán összesen 56 fiút és néhány lányt tartalmazott. Formálisan nem adoptálta őket, csak a tanulmányaikat finanszírozta, volt akiknek az egyetemit is. 
Az 1990-es évek elején a laboratórium egyik munkatársa informálta a rendőrséget arról, hogy Gajdusek molesztálhatja védenceit. Az FBI kihallgatta a "családtagokat", de közülük csak egy vallott ellene. Ennek alapján 1996 áprilisában letartóztatták és a bíróság 1997 áprilisában bűnösnek találta. Egy évnyi börtönre és öt évnyi felügyelet nélküli próbaidőre ítélték, az utóbbit Európában tölthette le. Gajdusek Amszterdamban, Párizsban és a norvégiai Tromsøben élt, és az Egyesült Államokba már nem is tért vissza.
Nem házasodott meg és gyerekei sem születtek.
2008. december 12-én halt meg Tromsøban, 85 éves korában.